# Nagyesküllő
Nagyesküllő (románul: Așchileu Mare) falu Romániában, Kolozs megyében, Esküllő község központja.

## Fekvése
Kolozsvártól 31 kilométerre északnyugatra, a Borsa-patak völgyében fekszik.

## Nevének eredete
Bizonytalan, mindenesetre nincs köze az eskü szóhoz. Először 1320-ban Esculeu maioris, majd 1431-ben Nageskelew alakban jegyezték fel.

## Története
Anonymus szerint miután Tuhutum (Tétény) legyőzte az erdélyi vlachok (románok) vezérét, Gelou-t (Gyalu), Erdély lakói itt tettek hűségesküt a győztesnek, és a helyet ennek emlékére nevezték el Esküllőnek. A magyar történettudomány ma már nem tartja Anonymus krónikáját történeti forrásnak a 9–10. századra nézve. Valószínű, hogy mint legtöbb szereplőjét, Gelou-t is helynév alapján koholta (Gyalu), mint ahogy a cselekmény szóban forgó elemének is az akkor ezek szerint már létező Esküllő helynév szolgálhatott alapul. Mivel a krónikás egyik célja a korabeli Árpád-kori nemzetségek ősiségének bizonyítása volt, a hűségesküt követően nyomban Tuhutum vezér unokájaként szerepelteti a vidék valószínű akkori urának, a Zsombor nemzetségnek fiktív elődjét, Zombor-t. Magyar kollégáikkal ellentétben a román történészek ma is hiteles történeti kútfőként tekintik Anonymust, és sok népszerű történeti műben az esküllői eskü az ezeréves magyar rabság kezdőpontjaként szerepel.
A birtokos nemzetség tagjai 1316-ban fellázadtak Károly Róbert király ellen, aki birtokaikat elkobozta és Elefánti Dezső sebesvári várnagynak adta. 1331-ben azonban jutalomból visszakapták azokat, mivel Feketehalom várát átadták a királynak. 1332-ben római katolikus plébánia, az újkorban kevés reformátuson kívül románok lakták. 1416 és 1770 között az Eördög család birtoka volt. A kuruc harcok idején biztonságosabb helyre költözött, 1717-ben a vármegye költöztette vissza régi helyére. 1802-től hosszabb ideig görögkatolikus esperesi székhely volt. 1816-ban Kazinczy Ferenc egy Mohai nevű helyi birtokosnál szállt meg. Az 1830-as években a református egyház temploma romokban hevert. 1876-ig Doboka vármegyéhez, majd Kolozs vármegyéhez tartozott. 1945 után egyes részeit az akkor létrehozott Dornához csatolták.
1880-ban 761 lakosából 678 volt román, 47 magyar és 33 cigány anyanyelvű; 691 görögkatolikus, 44 református és 17 zsidó vallású.
2002-ben 611 lakosából 602 volt román és 9 cigány nemzetiségű; 608 ortodox vallású.

## Látnivalók
- Korábban görögkatolikus, jelenleg ortodox fatemploma 1840-ben épült.

## Híres emberek
- A faluban élt Rodion-Roșca László (Rodion G.A.) elektronikus zenész.[3]

## Kapcsolódó szócikkek

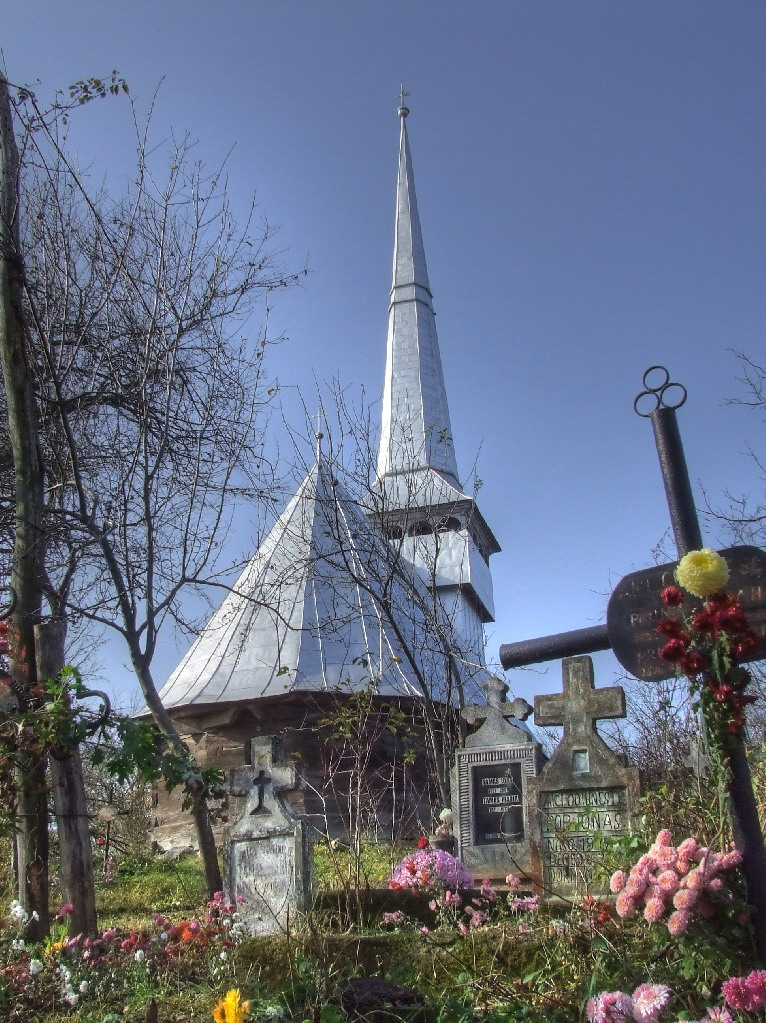
A nagyesküllői fatemplom